# 北海道狼
北海道狼（學名：Canis lupus hattai），日本稱蝦夷狼，俄羅斯稱薩哈林狼 ，是一個事實上已滅絕的狼亞種，儘管IUCN尚未對該亞種進行評估，目前估計該亞種大約於1889年滅絕，曾分佈於日本北海道島、俄羅斯薩哈林島及千島群島一帶。由於棲息地被人類開發，並因威脅家畜而遭農民大量毒殺，同時被家畜散播的狂犬病和犬瘟熱病毒傳染，北海道狼於1889年滅絕，後由日本學者岸田久吉（英文：Kyukichi Kishida）在1931年將其命名為獨立的狼亞種。
北海道狼是生活在日本的兩個狼亞種之一，另一個亞種為本州狼，分佈於本州、四國和九州。在日本，狼曾被人們當做守護神崇拜，有供奉狼的祠廟和不少關於狼的民間傳說。隨着日本逐漸步入現代化，狼不再被尊崇，而是由開拓使懸賞獵殺。繼北海道狼滅絕後，本州狼也在1905年滅絕。儘管這兩個狼亞種的分佈區域相鄰，但在形態上，本州狼是最小的狼之一，北海道狼則恰恰相反，它的另一個學名為Canis lupus rex，由英國學者波科克（Pocock）根據大英博物馆收藏的北海道狼標本在1935年命名，該名稱正是指其體型碩大。遺傳學研究顯示，本州狼來自東北亞大陸，從薩哈林島沿大陸橋進入日本，而北海道狼卻來自北美洲，其線粒體 DNA与北美狼完全相同。學界推測，北海道狼約在9300年前從北美狼中分化而來，抵達日本的時間晚於本州狼，距今不足1.4萬年，當時的津輕海峽已有3km宽，阻止了北海道狼進入本州岛。